# Bałuczyn
Bałuczyn, (ukr. Балучин) – wieś w obwodzie lwowskim, w rejonie złoczowskim na Ukrainie. Miejscowość liczy 662 mieszkańców.
Do 19 lipca 2020 r. w rejonie buskim. 

## Położenie
Na podstawie Słownika geograficznego Królestwa Polskiego i innych krajów słowiańskich: Bałuczyn to wieś w powiecie złoczowskim, położona 5 mil austriackich na zachód od sądu powiatowego w Złoczowie i na południe od Krasnego.